# Panca
Panca là một chi bướm ngày thuộc họ Bướm nâu.